# Synkretyzm shintō-buddyjski

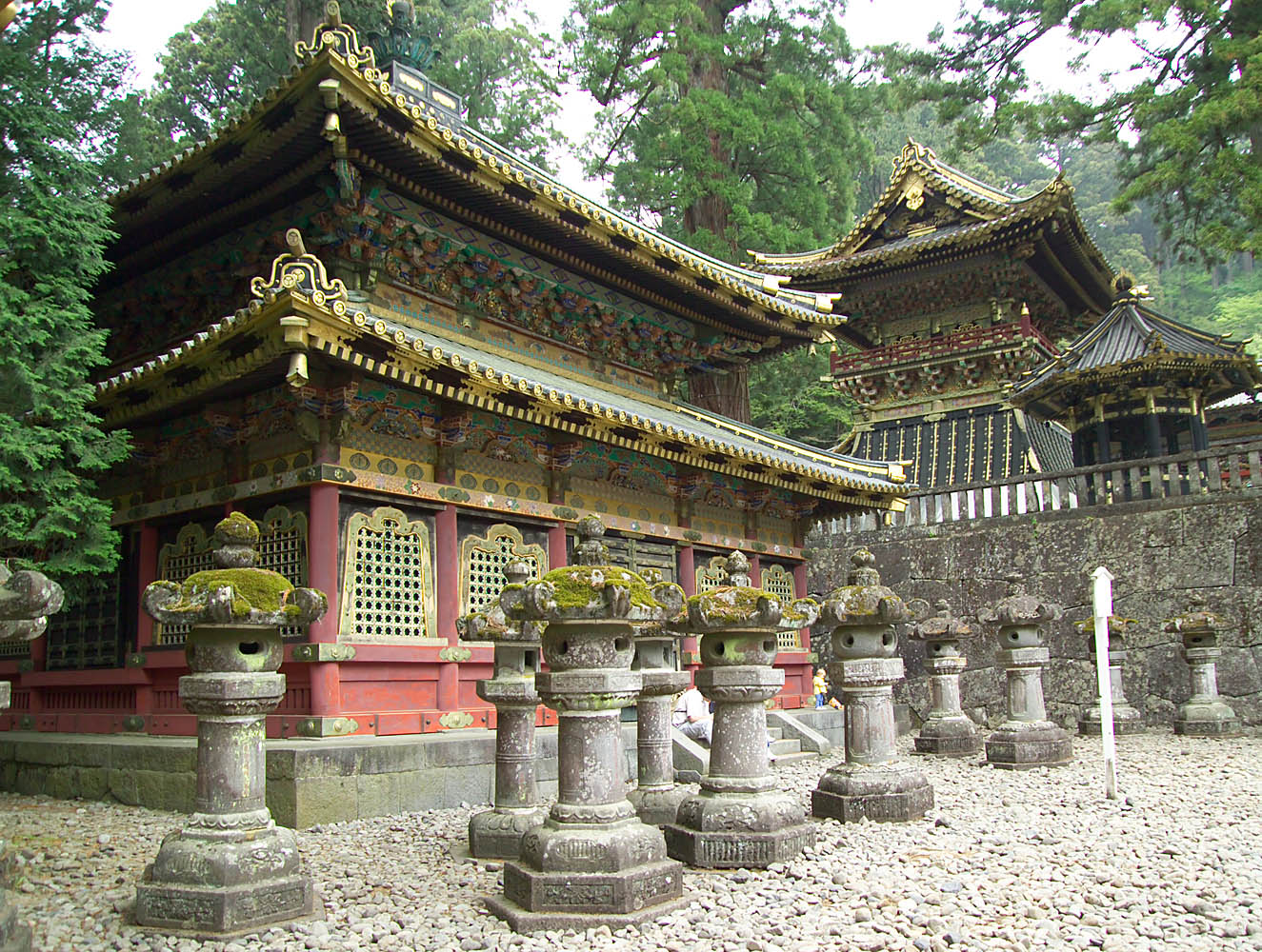
Kyōzō (biblioteka sutr buddyjskich) na terenie chramu shintō Nikkō Tōshō-gū

Synkretyzm shintō-buddyjski (jap. 神仏習合 shinbutsu-shūgō) – synkretyzm religijny, zjawisko przenikania i łączenia elementów pierwotnej religii shintō i buddyzmu, dominujące w Japonii od VI wieku do 1868.

## Pochodzenie
Gdy książę Shōtoku w 594 roku ustanowił buddyzm jako religię państwową Japonii, zapoczątkowany został proces przyswajania i wzajemnego przenikania elementów buddyjskich i pierwotnej religii shintō. Sprzyjał temu otwarty na innowacje charakter obu religii, a także dosyć powszechna w ówczesnej Japonii akceptacja dla nowych wartości kulturowych, zapożyczanych z Chin. W VII wieku święte miejsca sintoistyczne, np. góry, lasy (siedziby kami), były wykorzystywane jako miejsca głoszenia doktryny buddyzmu oraz przepisywania sutr. Pod wpływem buddyjskiej architektury chińskiej zaczęto budować w Japonii pierwsze chramy sintoistyczne, które stały się domem (社) lub pałacem (宮) miya. 

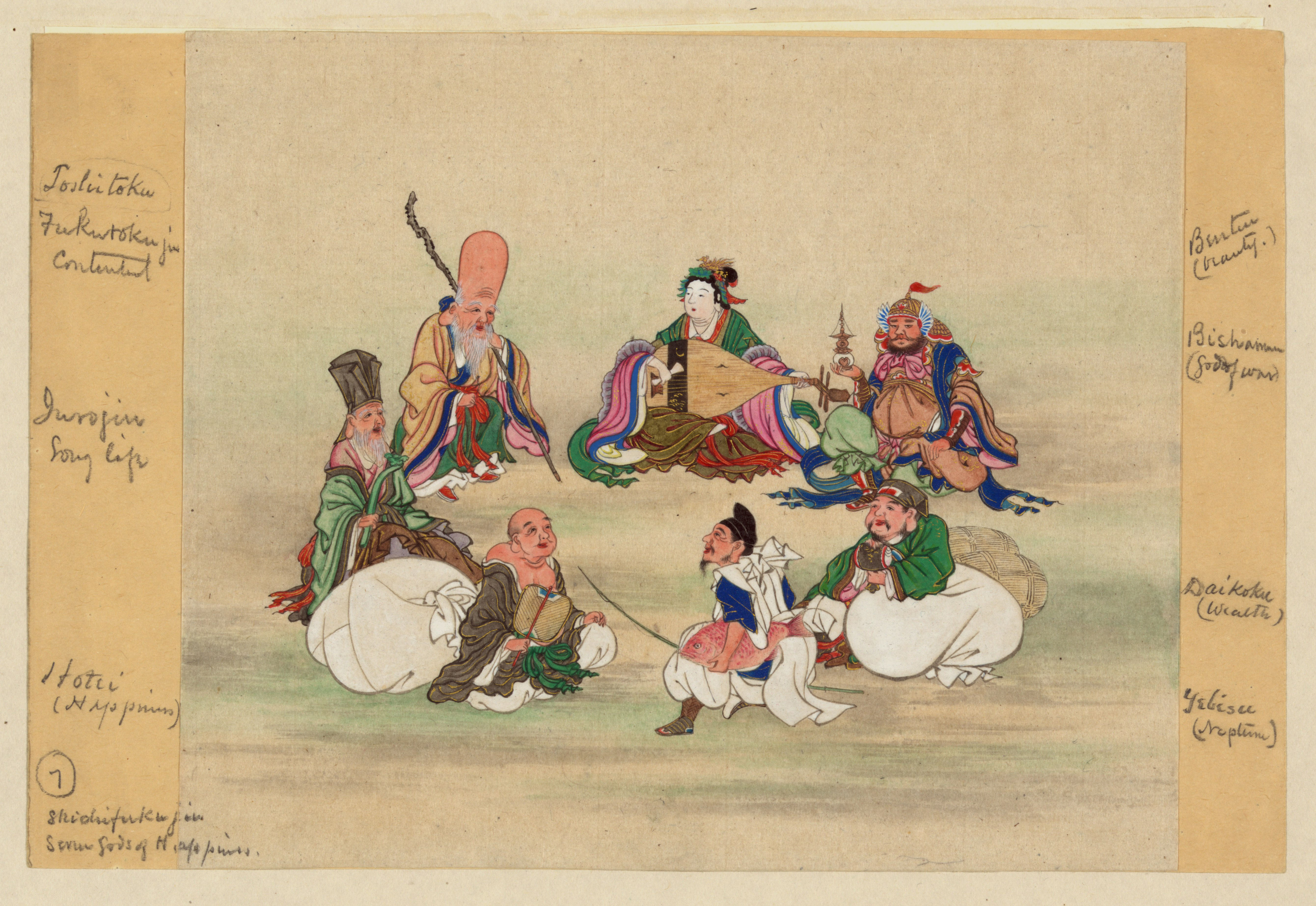
Sintoistyczno-buddyjski panteon: Siedmioro bóstw szczęścia

W VIII wieku mnisi buddyjscy zaczęli włączać kami do panteonu bóstw buddyjskich. W związku z tym zaczęto budować buddyjskie klasztory w pobliżu lub na terenie chramów shintō (np. Futarasan-jinja, Ujigami-jinja, Rinnō-ji), tworząc tzw. jingū-ji (神宮寺). 
W X wieku kapłani buddyjscy stworzyli pogląd, że kami są japońskimi "tymczasowymi emanacjami" (垂迹, suijaku)) istoty Buddy, które pojawiają się na świecie, aby ocalić ludzkość. W związku z tym utożsamiono buddów i bodhisattwów z japońskimi kami i bóstwami. Na przykład bogini słońca Amaterasu stała się inkarnacją Buddy Wajroczany. Zachodził też proces odwrotny: bóstwa buddyjskie były uznawane za kami, np. bogini Saraswati stała się sintoistyczną Benzaiten. Przykładem wspólnych sintoistyczno-buddyjskich, popularnych bóstw jest Siedmioro bogów szczęścia. Jednak nigdy nie powstała jedna, synkretyczna religia buddyjsko-sintoistyczna. Oba systemy religijne zachowywały swoją odrębność, jednocześnie często łącząc swoje praktyki kultowe. Buddyzm miał charakter bardziej miejski i elitarny, podczas gdy shintō było bardziej ludowe i rolnicze.

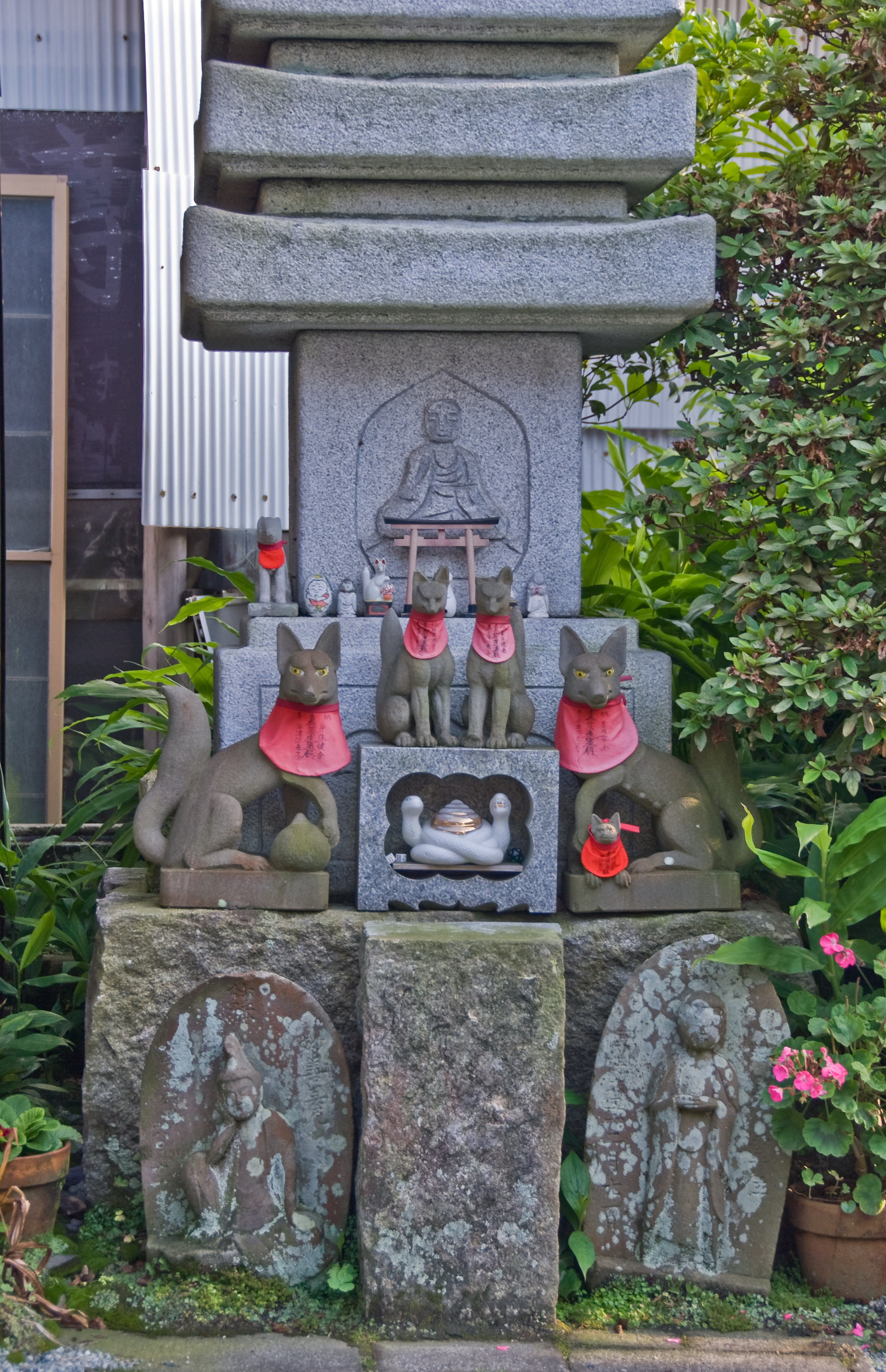
Kultowe wizerunki buddyjskie razem z posążkami lisów-posłańców kami Inari

## Rozdzielenie shintō i buddyzmu
Część japońskich buddystów ze Szkoły Czystej Krainy odrzucała jednak kult kami. Łączenie kultu shintō z doktryną buddyjską już w XIV-XVI wieku zaczęło budzić sprzeciw niewielkiej grupy japońskich intelektualistów. Myśliciele ci rozwinęli doktryny sintoistyczne, odmienne od buddyzmu (shinbutsu-kakuri, separacji buddyzmu i shintō), oparte na taoizmie, konfucjanizmie, a nawet chrześcijaństwie, lecz nie miało to większego wpływu na praktyki religijne tamtych czasów. Odrodzenie ich teorii nastąpiło na przełomie XVIII i XIX wieku, w okresie powstania japońskiego nacjonalizmu i rosnącej niechęci wobec zapożyczeń z Chin.
Po restauracji Meiji i ustanowieniu pierwszego rządu ogólnokrajowego, w 1868 uchwalono ustawę o rozdzieleniu shintō i buddyzmu (神仏判然令, Shinbutsu Hanzenrei). Shintō zostało ogłoszone religią państwową, wprowadzono hierarchiczne kapłaństwo shintō i kult cesarza jako Najwyższego Kapłana. Rezultatem tego było rozdzielenie sanktuariów: przenoszono w inne miejsce lub niszczono świątynie i klasztory buddyjskie, znajdujące się na terenie chramów shintō. Powstał radykalny ruch haibutsu-kishaku, którego celem było zniszczenie buddyzmu. Zburzono wówczas ok. 40 tysięcy buddyjskich świątyń. Usuwano buddyjskie przedmioty kultowe z chramów i sintoistyczne z buddyjskich świątyń, chociaż kultowe praktyki synkretyczne nigdy nie zanikły całkowicie. 

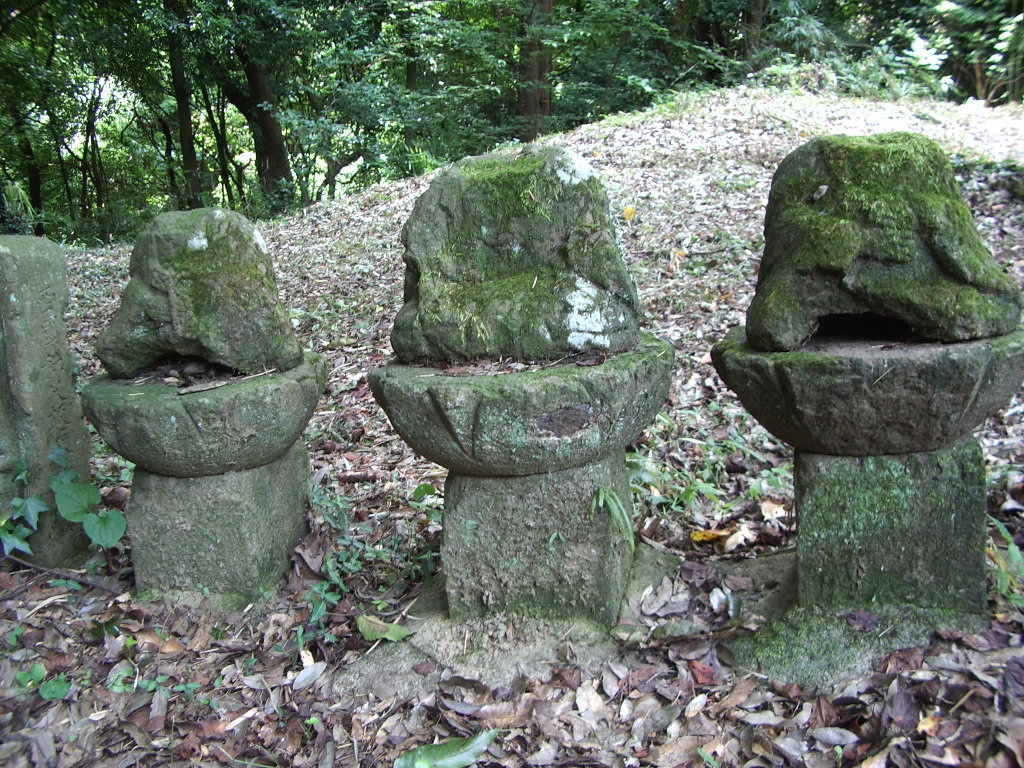
Posągi Buddy zniszczone podczas haibutsu-kishaku

## Obecnie
Buddyzm przestał być religią dominującą w Japonii, zachował jednak do dzisiaj niemal wyłączność na celebrowanie obrzędów pogrzebowych. Po 1946 zlikwidowano państwową rangę shintō i zrównano je z pozostałymi religiami. Rozdzielenie sanktuariów pozostało jednak faktem, chociaż wzmocniły się tendencje synkretyczne (łączenie praktyk kultowych) i odrodziły się wierzenia shintō-buddyjskie, np. Gedatsu-kai i Shugendō. Większość dzisiejszych Japończyków dowolnie łączy elementy różnych wierzeń, systemów wartości i filozofii, głównie kultu shintō lub chrześcijaństwa (np. ślub) z buddyjskimi (pogrzeb).